# Newark Castle (Fife)
 For alternative betydninger, se Newark Castle. (Se også artikler, som begynder med Newark Castle)
Newark Castle er ruinerne af en middelalderborg lige uden for byen St Monans, på østkysten af regionen Fife i Skotland.
Bygningen stammer sandsynligvis fra 1200-tallet, hvor den skotske kong Alexander 3. (1241 - 1286) tilbragte en del af sin barndom her. Siden gennemgik borgen flere ombygninger, og de nuværende ruiner stammer sandsynligvis fra en ombygning under David Leslies ejerskab i 1600-tallet og Sandilands-familien, som ejede det siden 1400-tallet via et ægteskab. Leslie var en prominent i den engelske og skotske brogerkrig. Han blev lord Newark efter krigene.
Sir William Burrell, der var skibsmagnat og samler af kunst og antikviteter, fattede interesse for borgen i 1800-tallet, og sir Robert Lorimer lavede en plan for restaureringen, men den blev aldrig fuldført, da ejeren, Mr. Baird fra Elie, ikke ønskede at sælge.
Borgen har været kendt under flere navne: Inverie, St Monans og St Monance, hvoraf sidstnævnte er den middelalderlige form af St Monan's.